# Ajuda Sport Clube
El Ajuda Sport Clube es un equipo de fútbol de Guinea Bissau que juega en la Segunda División de Guinea Bissau, la segunda categoría de Fútbol en el país

## Historia
Fue fundado el 10 de octubre de 1969 en el barrio de Ajuda de la capital Bissau y en la actualidad es de los pocos equipos del país en contar con una sede propia y a nivel de fútbol es el único equipo de Bissau en tener un estadio propio.
Fue uno de los equipos fundadores del Campeonato Nacional de Guinea-Bisáu tras la independencia del país en 1975, liga en la estuvo de manera constante hasta que descendió en la temporada 1993/94. También fue el primer campeón de la copa nacional en 1974 y también el primer equipo de Guinea Bissau en jugar en la desaparecida Recopa Africana 1983, donde fue eliminado por el Stade Malien de Malí en la primera ronda.

## Palmarés
- Copa de Guinea-Bisáu: 2

1974, 1982

## Participación en competiciones de la CAF
- Recopa Africana: 1 aparición

1983 - abandonó en la primera ronda